# یونیون‌اف‌اس
یونیون‌اف‌اس (انگلیسی: UnionFS) یک سرویس سیستم‌فایل لینوکس، فری‌بی‌اس‌دی، نت‌بی‌اس‌دی است که یک یونیون مونت را برای سایر سیستم فایل‌ها فراهم می‌کند. این سرویس اجازه می‌دهد که پرونده‌ها و پوشه‌های سیستم فایل‌های جدا، که به شاخه (به انگلیسی: branch) شناخته می‌شوند به صورت شفافی روی هم بیایند و یک سیستم‌فایل چسپیده تشکیل دهند.